# 500 lire "Rossini"
Nel 1992, per commemorare il bicentenario della nascita del compositore Gioachino Rossini la Zecca di Roma ha emesso una moneta in argento da 500 lire.

## Dati tecnici
Al dritto al centro è riprodotto il ritratto di Gioachino Rossini dipinto da Giovanni Pierpaoli e conservato presso il Museo teatrale della Scala di Milano, in giro è scritto "REPUBBLICA ITALIANA" mentre la firma dell'autore MAURIZIO SOCCORSI si lungo la spalla sinistra del ritratto.
Al rovescio sullo sfondo si trova un pentagramma sul quale, su due righe, è riprodotta la firma del musicista; l'indicazione del valore è in basso a destra e, poco sopra essa, è leggibile il segno di zecca R. In giro è scritto "BICENTENARIO DELLA NASCITA".
Nel contorno: "R. I." fra stelle e fronda di lauro per tre volte in rilievo
Il diametro è di 32 mm, il peso di 15 g e il titolo è di 835/1000
La moneta è presentata nelle due versioni fior di conio e fondo specchio, rispettivamente tirate in 45.000 e 9.000 esemplari. La tiratura complessiva è di 54.000 esemplari